# Kujbyševská jaderná elektrárna
Kujbyševská jaderná elektrárna (rusky Куйбышевская АЭС/АТЭЦ) byla plánovanou jadernou elektrárnou v Rusku. Ležet měla poblíž vesnice Kolsotovo v dnešní Samarské oblasti. Elektrárna měla zároveň poskytovat teplo přilehlým městům. Projekt elektrárny byl zrušen na konci 80. let.

## Historie a technické informace
Projednávání plánů na výstavbu jaderné elektrárny začalo v červnu 1980 po společném usnesení ÚV KSSS a Rady ministrů KSSS o zintenzivnění rozvoje jaderné energetiky v SSSR a uvádění nových jaderných elektráren do provozu. Současně bylo vydáno samostatné usnesení Rady ministrů „O rozvoji jaderné energetiky v SSSR na léta 1981-1985 a na období do roku 1990“, které obsahovalo příkaz pro Ministerstvo energetiky a elektrifikace SSSR postavit jadernou elektrárnu o výkonu 4 až 6 GW v Kujbyševské oblasti. Elektrárna v této lokalitě měla kompenzovat deficit tepla 2900 Gcal/hod., který měl do roku 2000 nastat.
Instalovány měly být dva reaktory VVER-1000/320 se speciální turbínou, která umožní odebírání tepla z páry pro dodávky tepla do přilehlých oblastí prostřednictvím potrubí. Oba reaktory měly disponovat hrubým elektrickým výkonem 950 MW a čistým výkonem 900 MW. Elektřina u těchto typů reaktorů měla představovat pouze vedlejší, avšak nezanedbatelný produkt.

### Zrušení projektu
Projekt elektrárny se však nikdy příliš neposunul, protože v dubnu 1986 došlo k havárii v Černobylu a postoj k jaderné energetice v Sovětském svazu se velmi rychle změnil. Na konci 80. let navíc země procházela těžkými ekonomickými problémy. Z tohoto důvodu byl i přes nedostatek tepla projekt jaderné elektrárny v dnešní Samarské oblasti na konci 80. let zrušen, stejně jako podobné projekty, například Minská jaderná elektrárna a Sverdlovská jaderná elektrárna.

## Informace o reaktorech
| Reaktor    | Typ reaktoru  | Výkon  | Výkon  | Zahájení výstavby                        | Připojení k síti                         | Uvedení do provozu                       | Uzavření |
| Reaktor    | Typ reaktoru  | Čistý  | Hrubý  | Zahájení výstavby                        | Připojení k síti                         | Uvedení do provozu                       | Uzavření |
| ---------- | ------------- | ------ | ------ | ---------------------------------------- | ---------------------------------------- | ---------------------------------------- | -------- |
| Kujbyšev-1 | VVER-1000/320 | 900 MW | 950 MW | Plán na výstavbu zrušen na konci 80. let | Plán na výstavbu zrušen na konci 80. let | Plán na výstavbu zrušen na konci 80. let |          |
| Kujbyšev-2 | VVER-1000/320 | 900 MW | 950 MW | Plán na výstavbu zrušen na konci 80. let | Plán na výstavbu zrušen na konci 80. let | Plán na výstavbu zrušen na konci 80. let |          |
| Kujbyšev-3 | VVER-1000/320 | 900 MW | 950 MW | Plán na výstavbu zrušen na konci 80. let | Plán na výstavbu zrušen na konci 80. let | Plán na výstavbu zrušen na konci 80. let |          |
| Kujbyšev-4 | VVER-1000/320 | 900 MW | 950 MW | Plán na výstavbu zrušen na konci 80. let | Plán na výstavbu zrušen na konci 80. let | Plán na výstavbu zrušen na konci 80. let |          |